# Liste von Bauwerken in Dresden
In der Geschichte der Stadt Dresden hat es im engeren Sinn über die Jahrhunderte mehrere hunderttausend verschiedene Einzelbauwerke gegeben. Diese Liste von Bauwerken in Dresden stellt nur einige wenige Beispiele vor. Eine ausführliche Darstellung der Bauwerke ist hier nicht möglich. Weitere finden sich in den Artikeln Dresden und über die Kategorisierung.

## Profanbauwerke

### Kultureinrichtungen
| Bild               | Name | Baujahr                       | Architekt                                     | Stil                             | Einrichtung                 |
| ------------------ | --- | ----------------------------- | --------------------------------------------- | -------------------------------- | --------------------------- |
| Semperoper         | Semperoper | 1977 bis 1986                 | Gottfried Semper                              | Neorenaissance                   | Oper und Musik              |
| Semperoper         | Bemerkungen: Die 1945 zerstörte Semperoper wurde nach Originalplänen rekonstruiert                               |                               |                                               |                                  |                             |
| Zwinger            | Zwinger | 1710 bis 1733 (1847 bis 1854) | Matthäus Daniel Pöppelmann (Gottfried Semper) | Dresdner Barock (Neorenaissance) | Museen und Sammlungen       |
| Kulturpalast       | Kulturpalast | 1966 bis 1969                 | Wolfgang Hänsch                               | Moderne                          | Kultur- und Kongresszentrum |
| Kulturpalast       | Bemerkungen: Das Gebäude trägt das denkmalgeschützte Wandbild „Der Weg der Roten Fahne“                          |                               |                                               |                                  |                             |
| Landhaus           | Landhaus | 1770 bis 1776                 | –                                             | Barock                           | Museum                      |
| Landhaus           | Bemerkungen: Ursprünglicher Tagungsort des Landstandes; zuletzt umstritten durch Gegenwartsarchitektur ergänzt   |                               |                                               |                                  |                             |
| Landhaus           | Albertinum | 1884 bis 1887                 | Carl Adolph Canzler                           | Neoklassizismus                  | Museum                      |
| Landhaus           | Bemerkungen: Das alte Dresdner Zeughaus wurde unter König Albert durch einen weitgehend neuen Museumsbau ersetzt |                               |                                               |                                  |                             |
| Japanisches Palais | Japanisches Palais                                                                                               | 1715 (1727 bis 1733)          | Matthäus Daniel Pöppelmann                    | Spätbarock/Klassizismus          | Museum                      |
| Japanisches Palais | Bemerkungen: Der Name geht auf das chinamodisch gestaltete Dach zurück                                           |                               |                                               |                                  |                             |
|                    | Deutsches Hygiene-Museum                                                                                         | 1927 bis 1930                 | Wilhelm Kreis                                 | Reformarchitektur                | Museum                      |
|                    | Rundkino Dresden                                                                                                 | 1972                          | –                                             | Moderne                          | Kino                        |
|                    | Ufa-Kristallpalast                                                                                               | 1997 bis 1999                 | Büro Coop Himmelb(l)au                        | Dekonstruktivismus               | Kino                        |
|                    | SLUB Dresden | 1999 bis 2002                 | Laurids Ortner und Manfred Ortner             | Postmoderne                      | Landesbibliothek            |

### Historische Bauwerke
| Bild       | Name                                                                            | Baujahr       | Architekt                               | Stil        |
| ---------- | ------------------------------------------------------------------------------- | ------------- | --------------------------------------- | ----------- |
| Semperoper | Georgenbau und -tor                                                             | 1530 bis 1535 | Bastian Kramer u. a. später             | Renaissance |
| Semperoper | Bemerkungen: Teil des Dresdner Residenzschlosses                                |               |                                         |             |
| Semperoper | Stallhof                                                                        | 1586 bis 1588 | Giovanni Maria Nosseni und Paul Buchner | Renaissance |
| Semperoper | Bemerkungen: Teil des Dresdner Residenzschlosses                                |               |                                         |             |
| Fürstenzug | Fürstenzug                                                                      | 1904 bis 1907 | –                                       | –           |
| Fürstenzug | Bemerkungen: Teil des Dresdner Residenzschlosses; Fliesen aus Meißner Porzellan |               |                                         |             |

### Staatseinrichtungen
(Gebäude mit exekutiven, legislativen oder judikativen Einrichtungen des Freistaates Sachsen)
| Bild | Name                      | Baujahr                       | Architekt                   | Stil                         | Einrichtung                             |
| --- | ------------------------- | ----------------------------- | --------------------------- | ---------------------------- | --------------------------------------- |
| | Sächsischer Landtag       | 1928 bis 1931 (1991 bis 1993) | – (Peter Kulka)             | Bauhaus (Klassische Moderne) | Landtag / Parlament                     |
| Bemerkungen: Bis 1931 entstand der alte Teil des Hauses im Stil der Neuen Sachlichkeit und wurde 1991 bis 1993 klassisch modern mit Zitaten Mies van der Rohes ergänzt |                           |                               |                             |                              |                                         |
| | Sächsische Staatskanzlei  | 1900 bis 1904                 | Heinrich Tscharmann u. a.   | Historismus                  | Regierungsgebäude                       |
| | Hauptstaatsarchiv Dresden | 1912 bis 1915                 | Karl Ottomar Reichelt u. a. | –                            | Regierungsarchiv                        |
| | Oberlandesgericht Dresden | 1901 bis 1906                 | Paul Wallot                 | Historismus                  | Justizgebäude (ursprünglich Ständehaus) |
| | Blockhaus                 | 1732 bis 1737                 | Zacharias Longuelune u. a.  | Klassizistischer Barock      | Verschiedene Einrichtungen des Landes   |
| Bemerkungen: An der Zufahrt zur Augustusbrücke gelegen, war das Gebäude ursprünglich ein Zollhaus                                                                      |                           |                               |                             |                              |                                         |

### Städtische Bauwerke
(Gebäude für Verwaltungs- und Versorgungseinrichtungen sowie kommunalpolitische Organe der Stadt Dresden)
Es folgt eine rein beispielhafte Liste.
Hinsichtlich der kommunalen Verwaltung siehe Liste von Rathäusern in Dresden.
| Bild | Name                   | Baujahr       | Architekt                              | Stil                       | Einrichtung                                                                                |
| --- | ---------------------- | ------------- | -------------------------------------- | -------------------------- | ------------------------------------------------------------------------------------------ |
| | Neues Rathaus          | 1905 bis 1910 | Karl Roth u. a.                        | –                          | Stadtrat / Stadtverwaltung                                                                 |
| Bemerkungen: Ab 1948 rekonstruiert, Plenarsaal 1962 bis 1965 ergänzt. Der Rathausturm ist mit über 100 Metern Höhe (einschließlich des Rathausmannes) das höchste Bauwerk der Dresdner Altstadt |                        |               |                                        |                            |                                                                                            |
| | Stadthaus Dresden      | 1922 bis 1923 | Ludwig Wirth                           | Expressionismus            | Stadtverwaltung, Stadtbezirksamt Altstadt; einziges Bauwerk des Expressionismus in Dresden |
| | Rathaus Cotta          | 1899 bis 1901 | Reinhold Voretzsch                     | Historismus und Jugendstil | Stadtbezirksamt Cotta                                                                      |
| | Feuerwache Striesen    | 1906          | Hans Erlwein u. a.                     | Jugendstil                 | Feuerwehr                                                                                  |
| | Sparkassenhaus Dresden | 1914          | Hans Erlwein u. a.                     | Neobarock                  | Ostsächsische Sparkasse Dresden                                                            |
| | Wasserwerk Saloppe     | 1871 bis 1875 | Theodor Friedrich und Bernhard Salbach | –                          | Nutzwasserversorgung                                                                       |
| Bemerkungen: Ältestes Wasserwerk Dresdens; außer Betrieb gesetzt |                        |               |                                        |                            |                                                                                            |

### Verkehrsbauwerke
| Bild         | Name | Baujahr                       | Architekt                            | Stil        | Einrichtung |
| ------------ | --- | ----------------------------- | ------------------------------------ | ----------- | ----------- |
| Hauptbahnhof | Dresden Hauptbahnhof | 1892 bis 1898 (2000 bis 2008) | Arwed Rossbach u. a. (Norman Foster) | Historismus | Bahnhof     |
| Hauptbahnhof | Bemerkungen: Das Bahnhofsgebäude wurde zwischen 2000 und 2007 nach Plänen von Norman Foster erneuert und zeitgenössisch ergänzt |                               |                                      |             |             |
| Zwinger      | Bahnhof Dresden-Neustadt | 1898 bis 1901                 | –                                    | Historismus | Bahnhof     |

Siehe auch: Liste der Elbquerungen in Dresden

### Skulpturen, Plastiken und Brunnen
| Bild | Name                               | Baujahr       | Architekt/Bildhauer                           | Stil        | Gedenken/Ehrung/Zweck                                                      |
| ---- | ---------------------------------- | ------------- | --------------------------------------------- | ----------- | -------------------------------------------------------------------------- |
|      | Goldener Reiter                    | 1732 bis 1734 | Ludwig Wiedemann                              | Barock      | Kurfürst Friedrich August I. als König von Polen auf dem Weg nach Warschau |
|      | Cholerabrunnen                     | 1846          | Gottfried Semper/Franz Schwarz                | Neogotik    | Verschonung Dresdens von der Cholera                                       |
|      | Delphinbrunnen                     | 1846          | Johann Gottfried Knöffler oder Pierre Coudray | Barock      | Zierde auf der Brühlschen Terrasse                                         |
|      | Moritzmonument                     | 1555          | Hans Walther                                  | Renaissance | Übergang der Kurwürde von Moritz auf August 1553                           |
|      | Artesischer Brunnen am Albertplatz | 1906          | Hans Erlwein                                  | Historismus | Ursprünglich Trinkwasserbrunnen                                            |
|      | Neptunbrunnen                      | 1741 bis 1744 | Zacharias Longuelune/Lorenzo Mattielli        | Barock      | Brunnen im Palais Brühl-Marcolini                                          |

Siehe auch: Liste der Brunnen und Wasserspiele in Dresden

### Industriebauwerke
| Bild | Name                                | Baujahr       | Architekt                         | Stil                         | Einrichtung                |
| --- | ----------------------------------- | ------------- | --------------------------------- | ---------------------------- | -------------------------- |
| | Yenidze                             | 1908 bis 1909 | Martin Hammitzsch                 | Historismus                  | Bürogebäude                |
| Bemerkungen: Als Zigarettenfabrik aus Werbungsabsicht im Stil einer Moschee erbaut. Nach Renovierung ein Bürogebäude. |                                     |               |                                   |                              |                            |
| | United AG Zigarettenmaschinenfabrik | 1910          | –                                 | Jugendstil                   | Maschinenbau               |
| | Zigarettenfabrik Jasmatzi           | 1912          | William Lossow und Max Hans Kühne | Historismus                  | Tabakwarenfabrik           |
| | Dresdener Mühle                     | 1912 bis 1914 | William Lossow und Max Hans Kühne | Industriearchitektur         | Mühle                      |
| | Strömungsmaschinenwerk Dresden      | 1956 bis 1957 | –                                 | Moderne                      | –                          |
| | Gläserne Manufaktur                 | 1999 bis 2002 | Gunter Henn                       | Moderne Industriearchitektur | Volkswagen-Automobilfabrik |
| | Heizkraftwerk Nossener Brücke       | 1995          | –                                 | Moderne Industriearchitektur | Heizkraftwerk der DREWAG   |

### Geschäfts- und Bürogebäude
| Bild | Name                       | Baujahr       | Architekt                         | Stil        | Einrichtung                                     |
| ---- | -------------------------- | ------------- | --------------------------------- | ----------- | ----------------------------------------------- |
|      | Brandversicherungsanstalt  | 1899          | Oswald Haene                      | Neobarock   | Bürogebäude                                     |
|      | Hochhaus am Albertplatz    | 1929          | Hermann Paulick                   | Moderne     | Büro- und Geschäftsgebäude                      |
|      | World Trade Center Dresden | 1993 bis 1996 | Nietz Prasch & Siegl              | Moderne     | Büro- und Geschäftsgebäude; Kultureinrichtungen |
|      | Kongresszentrum            | 2001 bis 2004 | Storch Ehlers Partner Architekten | Postmoderne | Kongress- und Veranstaltungsgebäude             |

### Sportstätten
| Bild | Name                                   | Baujahr                             | Architekt                   | Stil | Sportart                                              |
| ---- | -------------------------------------- | ----------------------------------- | --------------------------- | ---- | ----------------------------------------------------- |
|      | Rudolf-Harbig-Stadion                  | 2007–2009 1951 (vorheriges Stadion) | Beyer + Partner Architekten | –    | Fußball- und Leichtathletikstadion (32.000 Zuschauer) |
|      | Heinz-Steyer-Stadion                   | 1919                                | –                           | –    | Fußball- und Leichtathletikstadion (24.000 Zuschauer) |
|      | Joynext Arena nach Sponsor Joynext     | 2005–2007                           | –                           | –    | Eis- und Ballsporthalle (4012 Zuschauer)              |
|      | BallsportArena Dresden                 | 2015–2017                           | –                           | –    | Ballsporthalle (3000 Zuschauer)                       |
|      | Margon Arena nach Sponsor Margonwasser | 1998                                | –                           | –    | Ballsporthalle (3000 Zuschauer)                       |